# Matmata
Matmata (arab. ‏ماطماطة القديمة‎ Maţmāţah) – miejscowość w Tunezji (gubernatorstwo Kabis) w rejonie niewysokich gór Dżabal Matmata.

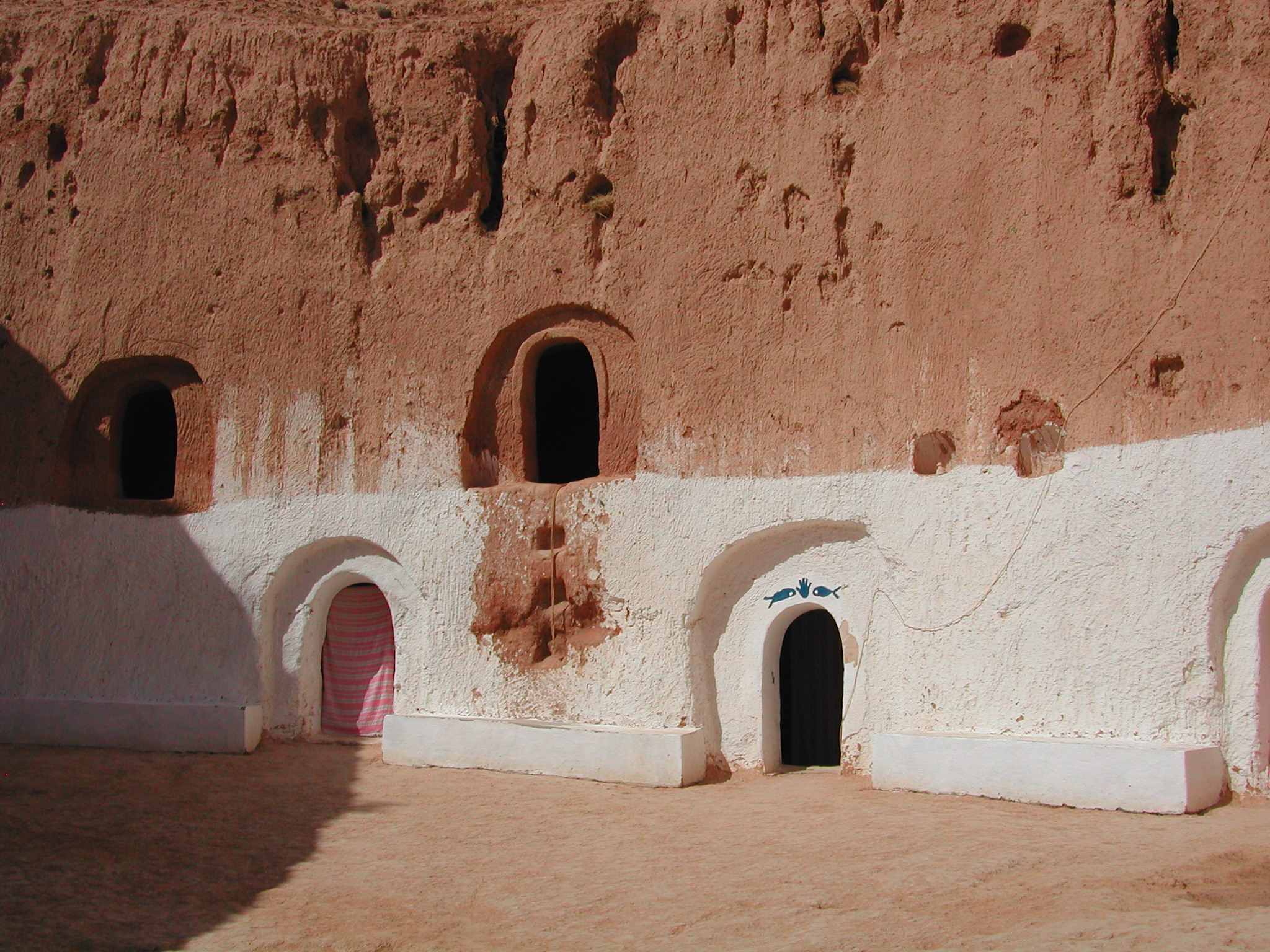
Dom jaskiniowy

W miejscowości są wydrążone w skałach domostwa, które są udostępnione turystom. Na południu miejscowości znajduje się tzw. Kraina ksarów – ufortyfikowane osiedla berberyjskie na szczytach wzgórz. Najważniejszym elementem są kilkukondygnacyjne obronne spichlerze tzw. ghorfas. Historia ich powstania związana jest z najazdami plemion Banu Hilal, które w XI w. spustoszyły wówczas urodzajną krainę, zmuszając rdzenną ludność do usunięcia się w góry. Budowa potężnych, obecnie w większości zrujnowanych spichlerzy podyktowana była koniecznością obrony zapasów żywności.
Większość mieszkańców porzuciła swoje domostwa i przeniosła się ok. 20 km na północ do Nouvelle Matmata – wsi założonej przez władze tunezyjskie w celu odciążenia przeludnionej osady. Pozostali, w coraz mniejszym stopniu żyją z uprawy małych pól i hodowli zwierząt.

## Hotele
Sidi Driss obejmuje 5 wydrążonych w piaskowcu dziedzińców, pomiędzy którymi biegną podziemne tunele. Wystrój hotelu posłużył jako scenografia do niektórych ujęć Gwiezdnych wojen. W hotelu można znaleźć pozostałości z planu filmowego. Hotele Les Berberes i Marhala to również przekształcone domy dawnych mieszkańców.

## Muzeum Berberów
Nad muzeum pieczę sprawują miejscowe kobiety. Ekspozycja jest poświęcona technikom wyrobu dywanów oraz prezentuje tradycyjne miejscowe klucze do 30 cm długości.